# James while John had had had had had had had had had had had a better effect on the teacher
James while John had had had had had had had had had had had a better effect on the teacher ist ein englischsprachiger Satz, der die Notwendigkeit von Satzzeichen und die Mehrdeutigkeit des Wortes had verdeutlicht.

## Bedeutung
Der Satz wird häufig als Rätsel verwendet, bei dem man Satzzeichen hinzufügen muss, um ihn grammatikalisch korrekt zu formulieren.
Durch Anführungszeichen für die metasprachlichen Ausdrücke sowie Kommata wird der Satz leichter verständlich:

“James, while John had had ‘had’, had had ‘had had’; ‘had had’ had had a better effect on the teacher.”

Übersetzt werden kann dies als Vergleich der Lösungen zweier Schüler im Englisch-Grammatikunterricht:

„Während John sich für ‚had‘ entschieden hatte, hatte James ‚had had‘ gewählt; ‚had had‘ hatte beim Lehrer mehr Eindruck gemacht.“